# Спітгед
50°45′05″ пн. ш. 1°08′12″ зх. д. / 50.75140° пн. ш. 1.13667° зх. д.

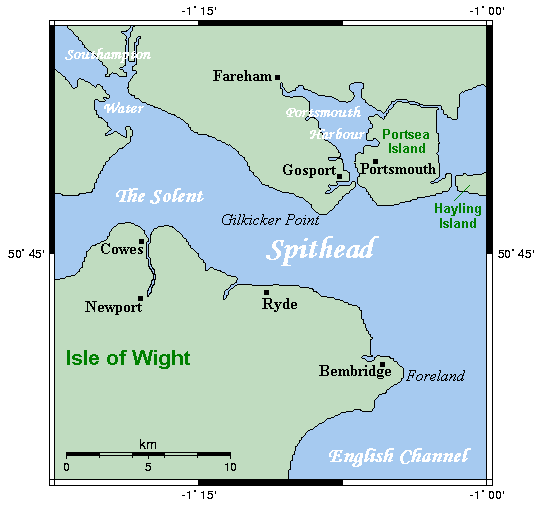
Мапа стоянки Спітгед

Спітгед (англ. Spithead) — морська якірна стоянка у протоці Солент, неподалік від Gilkicker Point у графстві Гемпшир, Англія.
Стоянка захищена від всіх вітрів, за винятком південно-східних. Назва походить від Spit, піщаного бару за 5 км на південь від узбережжя Гемпшира, довжиною до 22 кілометрів і шириною до 6,5 км.
Для захисту стоянки Спітгед починаючи з 1864 року було зведено форти Палмерстона, що є частиною системи захисту міста Портсмут.